# Arboretum de l'Hort de Dieu
L’arboretum de l'Hort de Dieu est un arboretum situé sur le flanc sud du mont Aigoual, sur la commune de Val-d'Aigoual (anciennement Valleraugue), à la frontière des départements du Gard et de la Lozère en France. L’Hort-de-Dieu  signifie « jardin de Dieu » et, dès la Renaissance, ce lieu est prisé par les botanistes qui viennent herboriser des espèces rares, adaptées au milieu environnemental de l’Aigoual. À partir du milieu du XIXe siècle, il devient un lieu d’expérimentation pour étudier l’adaptation d’essences aux conditions environnementales de l’Aigoual.

## Historique

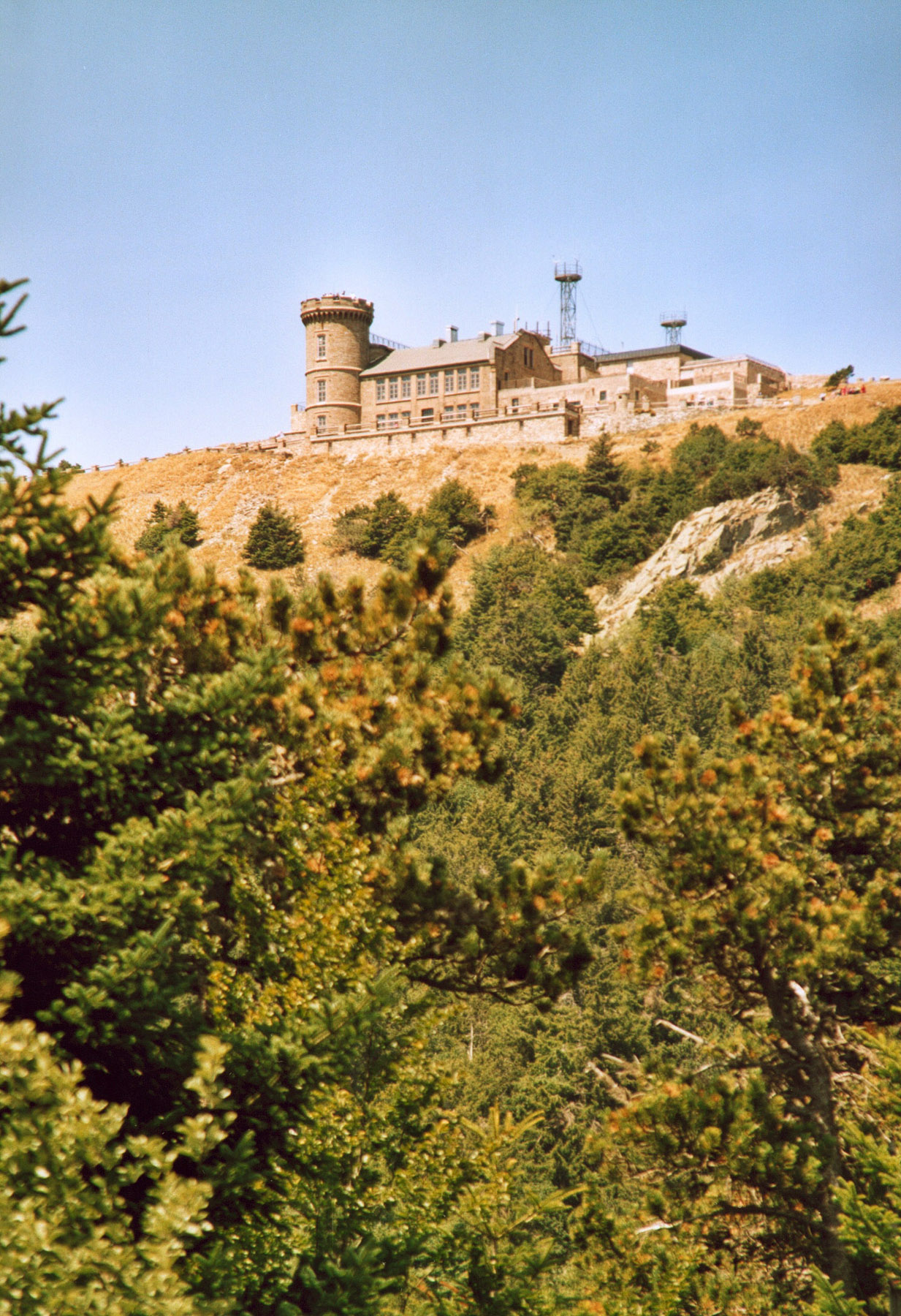
Vue de l'arboretum.

Le pâturage transhumant et une exploitation trop importante des bois et futaies ont énormément réduit la forêt du mont Aigoual jusqu'au début du XXe siècle. Il ne reste que la forêt domaniale du Miquel de 111 hectares.
À cette cause et dans le cadre de la loi de 1860 sur le reboisement des montagnes, Georges Fabre, garde général des eaux et forêts du Gard entreprend le reboisement du massif, aidé de Charles Henri Marie Flahault, professeur à la faculté de Montpellier et directeur de l'institut de botanique de Montpellier. Ils créèrent 10 arboretums d'expérimentation dont celui de l'Hort de Dieu (face sud-est de l'Aigoual) en 1902, de la Foux en 1900 (versant atlantique), qui abritait des sapins de Vancouver pouvant mesurer jusqu'à 63 mètres), ou de Puéchagut. Il introduisit notamment l'épicéa, le mélèze, le pin à crochet, le pin noir et le pin laricio, le sapin de Vancouver ou l'araucaria. 
Les essences plantées ici comprennent des essences relativement communes mais également des arbres plus « exotiques » comme le sapin de Numidie, le sapin de Nordmann, le thuya du Canada, le tsuga des montagnes, le séquoia géant et le rhododendron du Pont-Euxin. Dans les zones dégagées de la partie haute de l'arboretum, on peut observer la floraison de l'œillet du granite.
En 1903, 773 arbres et plus de 1200 végétaux sont plantés à l’Hort-de-Dieu, à 1300 m d’altitude sous des conditions climatiques extrêmes. Charles Flahault fait restaurer une bergerie en laboratoire pour les savants et étudiants en botanique et en sylviculture. Il crée un jardin alpin et un potager d'altitude pour étudier les conditions de développement de ces plantes. 

Actuellement, les arbres ont plus de 100 ans, ceux qui sont inadaptés ont été éliminés ou dépérissent. Il ne reste plus que la moitié des espèces testées à l’époque,. Une stèle inaugurée en 1936 rend hommage aux nombreux botanistes qui ont contribué à la recherche scientifique sur le site de l’Hort de Dieu.